# Anotosaura
Anotosaura – rodzaj jaszczurek z rodziny okularkowatych (Gymnophthalmidae).

## Zasięg występowania
Rodzaj obejmuje gatunki występujące endemicznie w Brazylii. 

## Systematyka

### Podział systematyczny
Do rodzaju należą następujące gatunki: 
- Anotosaura collaris
- Anotosaura vanzolinia